# Ľuboš Hanzel
Ľuboš Hanzel (Zavar, 7 maggio 1987) è un calciatore slovacco.